# 京急百貨店
株式会社京急百貨店（けいきゅうひゃっかてん、英: KEIKYU Department Store Co.）は、神奈川県横浜市港南区にある京浜急行電鉄（京急）上大岡駅の駅ビル（ゆめおおおか）に所在する京急グループの百貨店。
企業としては、2019年4月1日付で同じく京急グループでショッピングセンター事業を展開していた京急ショッピングセンターを合併した。東京都港区にある品川駅の駅ビル型商業施設「ウィング高輪」なども運営する。
大手私鉄が手がける電鉄系百貨店のなかでは京阪百貨店、京成百貨店とともに都心部のターミナル駅に大型店を持たない。

## 概要
横浜市と京急と地元地権者による上大岡駅前再開発事業で完成した駅ビルゆめおおおかに、1996年10月1日に開業した。横浜市港南区上大岡西に位置する上大岡駅直上の本館と、鎌倉街道を隔てた再開発ビルカミオ地下のスポーツ館で構成する。
売り場面積は42,000m2。電鉄系百貨店としては最後発で、親会社の京急は百貨店経営の知見がなく、他の百貨店からの人材を集めた。伊勢丹から社長を招いて同社の手法を導入する。地域密着型の『生活者本位制百貨店』として祖父母・両親・子供の三世代に向けた品揃えなどが奏功し、開業以来約10年間の119か月前年同月比の売上高増加を記録した。
テレビ東京の情報バラエティ番組『出没!アド街ック天国』2013年9月14日放送回にて京急上大岡を特集した際、第1位に選出された。
「京急将棋まつり」の開催により、2018年、日本将棋連盟から第25回大山康晴賞を受賞した。

## フロア
出典：

### 本館
| 階      | フロア概要                                                                       |
| ------- | -------------------------------------------------------------------------------- |
| 12階    | 屋上青空ひろば・マリノストリコロールパーク上大岡                                 |
| 11階    | 屋上ひろばパティオ・デジキューBBQガーデン                                        |
| 10階    | レストラン・美容室・エステティック                                               |
| 9階     | ヨドバシカメラマルチメディア京急上大岡                                           |
| 8階     | ヨドバシカメラマルチメディア京急上大岡                                           |
| 7階     | リビング・家庭用品・催事場・商品券・文具・事務用品・ユニクロ                     |
| 6階     | 紳士服・雑貨・八重洲ブックセンター                                               |
| 5階     | ベビー服・子供服・玩具・大きいサイズの婦人服                                     |
| 4階     | 婦人服・駐車場入出庫ロビー・GU                                                   |
| 3階     | 婦人服・婦人雑貨・ロフト・京急線改札口                                           |
| 2階     | イーストテラス・ペット・ボデイケア・美容室                                       |
| 1階     | スキップゲート・生活雑貨館・ヨドバシカメラマルチメディア京急上大岡・京急線改札口 |
| 地下1階 | 食品・スポーツ館（camio内B1階）連絡口・地下鉄改札口                              |

B1階～3階まではウィング上大岡が隣接している。

### 別館（camio内）
| 階      | フロア概要 |
| ------- | ---------- |
| 地下1階 | スポーツ館 |

## 店舗

### 営業時間
午前10時から午後8時まで
- 1階生活雑貨館、5階無印良品・Cafe MUJI・COMME CA ISM、6階八重洲ブックセンター、8階・9階ヨドバシカメラは午前10時から午後9時まで。
- 10階レストランは午前11時から午後10時まで。
- 1階スキップゲートは店舗ごとに異なる。

### 交通
- 京急本線・横浜市営地下鉄ブルーライン 上大岡駅

## 企業

### 会社概要
株式会社としての京急百貨店は京浜急行電鉄株式会社の100％子会社として1989年に設立された。1996年10月1日に上大岡再開発地区の百貨店棟に京急百貨店を出店し、京急グループの流通部門で中核となる。

### 関連会社
- 京急ストア
- さいか屋 - 同じく京急が出資している百貨店。

## できごと
2024年7月に、地下1階の「日本橋鰻伊勢定」が販売したウナギの弁当や総菜を購入した客らに集団食中毒が発生した。8月5日の時点で159人が下痢や嘔吐などの症状を訴えて90代の女性1人が死亡した。保健所の立ち入り調査で黄色ブドウ球菌が検出され、調理担当スタッフの手洗いなど衛生管理の不十分が判明した。10月31日に伊勢定は、地下1階販売店と10階レストランを閉店して撤退した。